# Chenevelles
Chenevelles település Franciaországban, Vienne megyében. Lakosainak száma 442 fő (2022. január 1.). Chenevelles Archigny, Leigné-les-Bois, Monthoiron, Pleumartin és Senillé-Saint-Sauveur községekkel határos.

## Népesség
A település népességének változása:
| Lakosok száma | 478  | 471  | 485  | 469  | 462  | 454  | 451  | 445  | 442  |
|               | 2013 | 2015 | 2016 | 2017 | 2018 | 2019 | 2020 | 2021 | 2022 |